# Cancon
Cancon est une commune du Sud-Ouest de la France, située dans le département de Lot-et-Garonne (région Nouvelle-Aquitaine).

## Géographie

### Localisation
Commune située sur la route nationale 21 entre Castillonnès et Villeneuve-sur-Lot, sur le Tolzac.

### Communes limitrophes
Les communes limitrophes sont  Beaugas, Boudy-de-Beauregard, Lougratte, Moulinet, Saint-Eutrope-de-Born et Saint-Maurice-de-Lestapel.
| Saint-Maurice-de-Lestapel | Lougratte | Saint-Eutrope-de-Born (sur 100 m) |
| Moulinet                  | Cancon    | Boudy-de-Beauregard               |
|                           | Beaugas   |                                   |

### Climat
Le climat qui caractérise la commune est qualifié, en 2010, de « climat océanique altéré », selon la typologie des climats de la France qui compte alors huit grands types de climats en métropole. En 2020, la commune ressort du même type de climat dans la classification établie par Météo-France, qui ne compte désormais, en première approche, que cinq grands types de climats en métropole. Il s’agit d’une zone de transition entre le climat océanique et les climats de montagne et le climat semi-continental. Les écarts de température entre hiver et été augmentent avec l'éloignement de la mer. La pluviométrie est plus faible qu'en bord de mer, sauf aux abords des reliefs.
Les paramètres climatiques qui ont permis d’établir la typologie de 2010 comportent six variables pour les températures et huit pour les précipitations, dont les valeurs correspondent à la normale 1971-2000. Les sept principales variables caractérisant la commune sont présentées dans l'encadré ci-après.
| Paramètres climatiques communaux sur la période 1971-2000 - Moyenne annuelle de température : 12,9 °C - Nombre de jours avec une température inférieure à −5 °C : 2,7 j - Nombre de jours avec une température supérieure à 30 °C : 8,6 j - Amplitude thermique annuelle : 15 °C - Cumuls annuels de précipitation : 845 mm - Nombre de jours de précipitation en janvier : 11,3 j - Nombre de jours de précipitation en juillet : 6,8 j |

Avec le changement climatique, ces variables ont évolué. Une étude réalisée en 2014 par la Direction générale de l'Énergie et du Climat complétée par des études régionales prévoit en effet que la  température moyenne devrait croître et la pluviométrie moyenne baisser, avec toutefois de fortes variations régionales. La station météorologique de Météo-France installée sur la commune et mise en service en 1952 permet de connaître en continu l'évolution des indicateurs météorologiques. Le tableau détaillé pour la période 1981-2010 est présenté ci-après.
| Mois                                  | jan.             | fév.             | mars            | avril         | mai           | juin           | jui.           | août           | sep.           | oct.            | nov.             | déc.             | année      |
| ------------------------------------- | ---------------- | ---------------- | --------------- | ------------- | ------------- | -------------- | -------------- | -------------- | -------------- | --------------- | ---------------- | ---------------- | ---------- |
| Température minimale moyenne (°C)     | 2,1              | 2,2              | 4,3             | 6,2           | 9,8           | 13,1           | 15             | 14,9           | 11,8           | 9,4             | 5                | 2,7              | 8,1        |
| Température moyenne (°C)              | 5,7              | 6,6              | 9,4             | 11,7          | 15,6          | 19             | 21,2           | 21,1           | 18             | 14,3            | 9                | 6,2              | 13,2       |
| Température maximale moyenne (°C)     | 9,3              | 11               | 14,5            | 17,1          | 21,4          | 25             | 27,4           | 27,4           | 24,1           | 19,3            | 12,9             | 9,6              | 18,3       |
| Record de froid (°C) date du record   | −15,9 17.01.1987 | −14,2 20.02.1956 | −11 01.03.05    | −3,2 07.04.08 | 0 06.05.19    | 2,4 02.06.1962 | 6,7 02.07.1975 | 3,5 28.08.1963 | 0,4 17.09.1971 | −4,1 31.10.1997 | −10,1 03.11.1965 | −12,1 26.12.1962 | −15,9 1987 |
| Record de chaleur (°C) date du record | 18,5 02.01.03    | 25 27.02.19      | 27,3 21.03.1990 | 30 26.04.1962 | 33,5 30.05.01 | 39 27.06.19    | 39,5 25.07.19  | 40,4 04.08.03  | 36 03.09.05    | 31,8 02.10.1985 | 24,4 07.11.15    | 21 03.12.1953    | 40,4 2003  |
| Précipitations (mm)                   | 74,2             | 63,9             | 63,7            | 85,8          | 86,5          | 70,8           | 60             | 62,8           | 67,9           | 81              | 80,5             | 80,1             | 877,2      |

## Urbanisme

### Typologie
Au 1er janvier 2024, Cancon est catégorisée bourg rural, selon la nouvelle grille communale de densité à sept niveaux définie par l'Insee en 2022.
Elle est située hors unité urbaine. Par ailleurs la commune fait partie de l'aire d'attraction de Villeneuve-sur-Lot, dont elle est une commune de la couronne,. Cette aire, qui regroupe 34 communes, est catégorisée dans les aires de 50 000 à moins de 200 000 habitants,.

### Occupation des sols

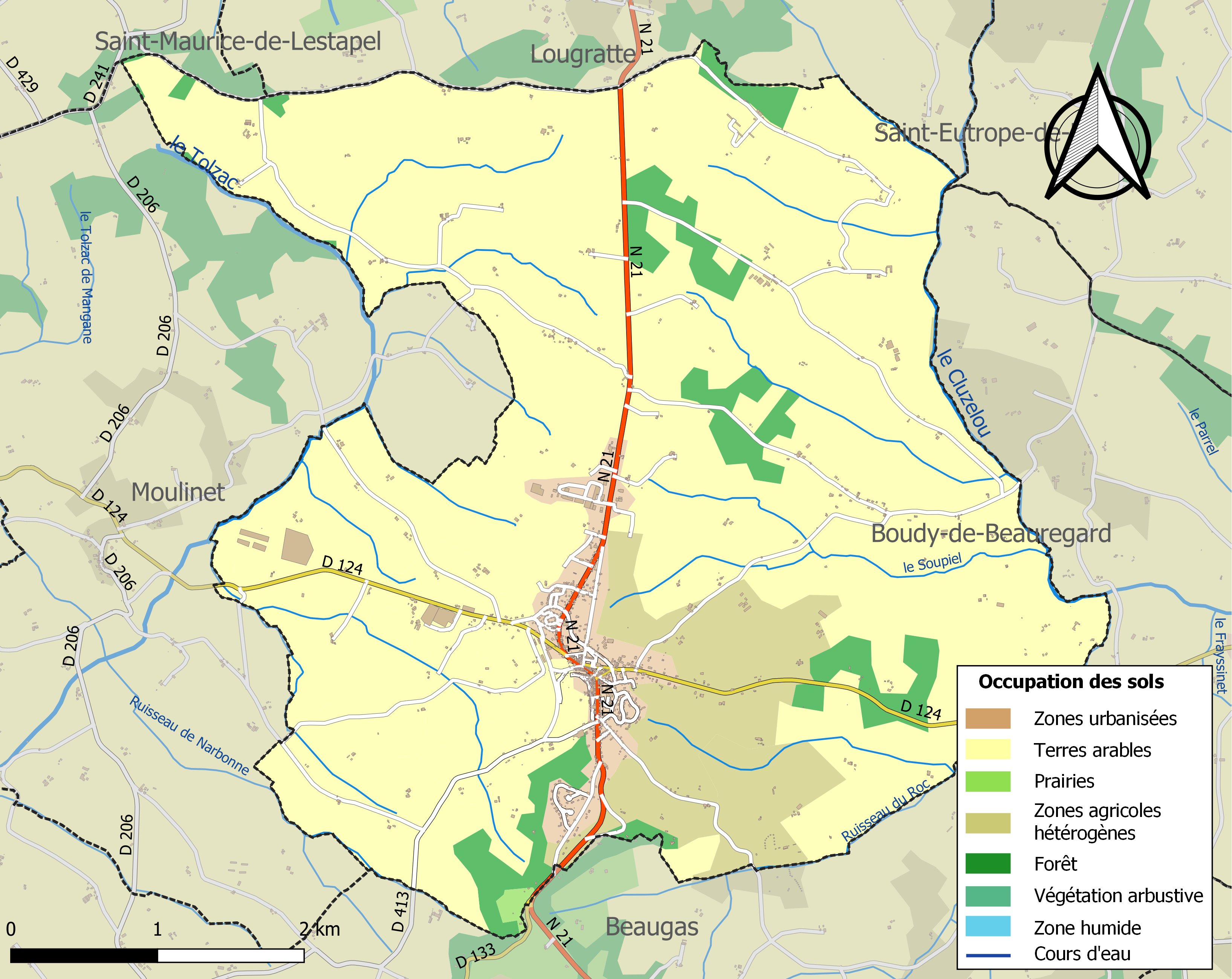
Carte des infrastructures et de l'occupation des sols de la commune en 2018 (CLC).

L'occupation des sols de la commune, telle qu'elle ressort de la base de données européenne d’occupation biophysique des sols Corine Land Cover (CLC), est marquée par l'importance des territoires agricoles (89,8 % en 2018), une proportion sensiblement équivalente à celle de 1990 (90,4 %). La répartition détaillée en 2018 est la suivante : 
terres arables (71,4 %), zones agricoles hétérogènes (9,4 %), cultures permanentes (8,8 %), forêts (6 %), zones urbanisées (4,2 %), prairies (0,2 %). L'évolution de l’occupation des sols de la commune et de ses infrastructures peut être observée sur les différentes représentations cartographiques du territoire : la carte de Cassini (XVIIIe siècle), la carte d'état-major (1820-1866) et les cartes ou photos aériennes de l'IGN pour la période actuelle (1950 à aujourd'hui).

### Risques majeurs
Le territoire de la commune de Cancon est vulnérable à différents aléas naturels : météorologiques (tempête, orage, neige, grand froid, canicule ou sécheresse), inondations, mouvements de terrains et séisme (sismicité très faible). Il est également exposé à un risque technologique,  le transport de matières dangereuses. Un site publié par le BRGM permet d'évaluer simplement et rapidement les risques d'un bien localisé soit par son adresse soit par le numéro de sa parcelle.

#### Risques naturels
Certaines parties du territoire communal sont susceptibles d’être affectées par le risque d’inondation par une crue à  débordement lent de cours d'eau, notamment le Cluzelou et le Tolzac. La commune a été reconnue en état de catastrophe naturelle au titre des dommages causés par les inondations et coulées de boue survenues en 1982, 1993, 1999, 2006, 2009 et 2021,.
Les mouvements de terrains susceptibles de se produire sur la commune sont des affaissements et effondrements liés aux cavités souterraines (hors mines) et des tassements différentiels. Afin de mieux appréhender le risque d’affaissement de terrain, un inventaire national permet de localiser les éventuelles cavités souterraines sur la commune.

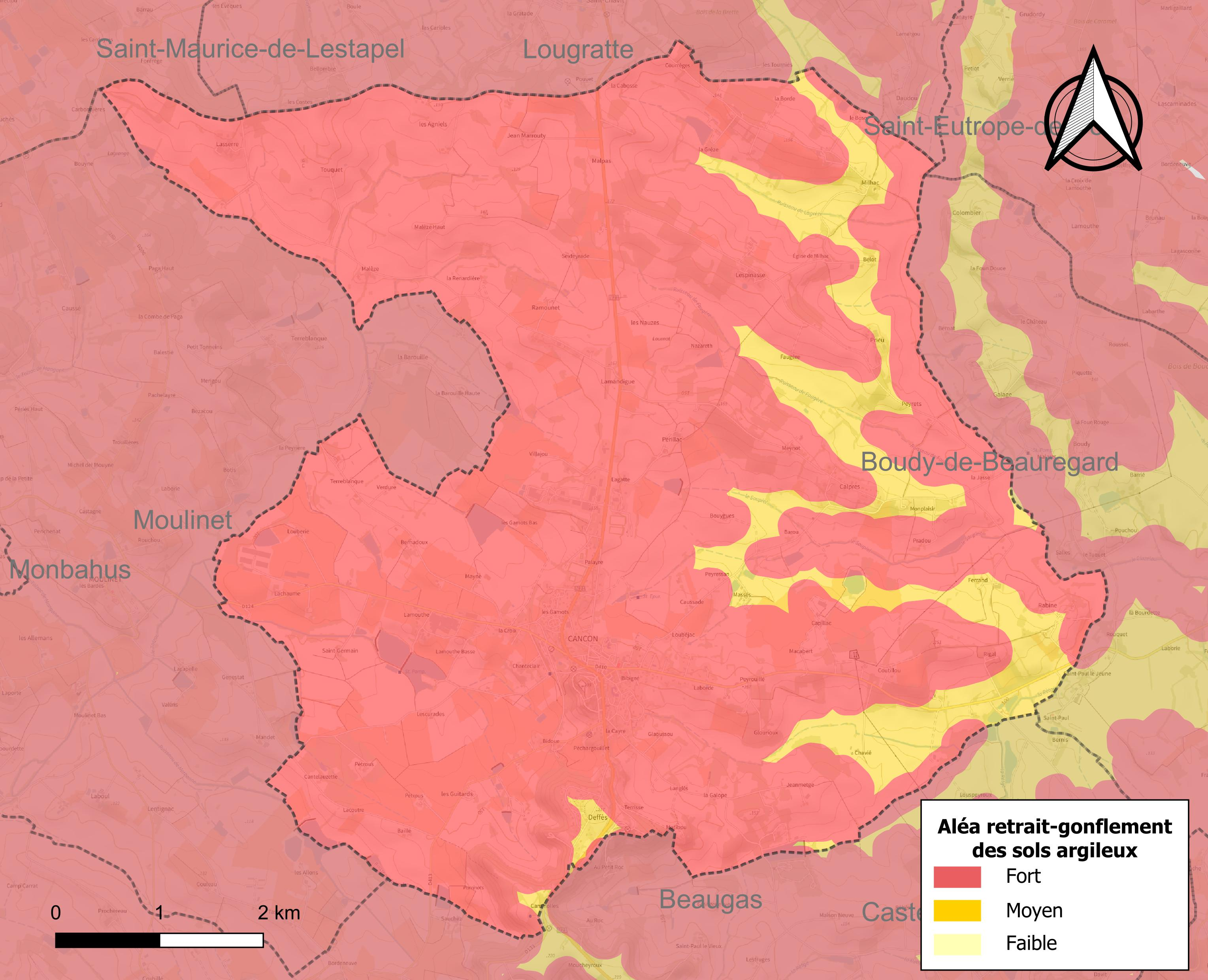
Carte des zones d'aléa retrait-gonflement des sols argileux de Cancon.

Le retrait-gonflement des sols argileux est susceptible d'engendrer des dommages importants aux bâtiments en cas d’alternance de périodes de sécheresse et de pluie. La totalité de la commune est en aléa moyen ou fort (91,8 % au niveau départemental et 48,5 % au niveau national). Depuis le 1er octobre 2020, en application de la loi ELAN, différentes contraintes s'imposent aux vendeurs, maîtres d'ouvrages ou constructeurs de biens situés dans une zone classée en aléa moyen ou fort,.
Concernant les mouvements de terrains, la commune a été reconnue en état de catastrophe naturelle au titre des dommages causés par la sécheresse en 1989, 1995, 2003, 2011 et 2017 et par des mouvements de terrain en 1999.

## Histoire
Aux temps préhistoriques, dans la région couverte de forêts, il y a eu certainement un habitat humain. Mais en l'absence de témoignages irréfutables, on en est réduit à de simples hypothèses.
Durant la période gallo-romaine, le territoire de Cancon faisait partie du royaume des Nitiobroges.
Après les campagnes de Jules César, les 500 ans de la Pax Romana, les Invasions barbares, celles des Arabes et des Normands, après les règnes de Charlemagne et les luttes féodales, aurait été établi à Cancon, sur l'escarpement rocheux, un château datant du XIe siècle.
Au début du XIIIe siècle, Cancon appartenait aux Madaillan et son premier seigneur connu serait Pons-Amanieu. Le seigneur de Cancon répondit à l'appel d'Édouard II qui avait demandé à ses vassaux de Guyenne de le seconder durant les Guerres d'indépendance de l'Écosse.
Au XVIe siècle le protestantisme ne pénétra guère dans les remparts de Cancon.
En juin 1652, la peste fit son apparition à Cancon dans une ville surpeuplée. En quelques mois, on enregistra plus de cent décès. La peste éloigna de Cancon les Frondeurs (de la Fronde) ainsi que les troupes royales.
Après la Révolution de 1789, on avait élu la première municipalité révolutionnaire avec Antoine Courborieu, premier maire.

## Héraldique
| Blason de Cancon | Blason  | Palé d'or et de gueules de huit pièces à la bordure de sable chargée de huit besants d'argent. |
| Blason de Cancon | Détails | Le statut officiel du blason reste à déterminer.                                               |

## Politique et administration

### Liste des maires
| Période   | Période   | Identité           | Étiquette | Qualité |
| --------- | --------- | ------------------ | --------- | --- |
| 1989      | 1995      | Roger Pillot       | DVD       | |
| juin 1995 | mars 2014 | Jean-Claude Gouget | PRG       | Conseiller général, retraité de l'agriculture, député de la troisième circonscription de Lot-et-Garonne de juin 2012 à avril 2013 à la suite de la nomination puis de la démission de Jérôme Cahuzac du poste de ministre du Budget |
| mars 2014 | mai 2020  | Carole Roire       | DVD       | Comptable |
| mai 2020  | en cours  | Élisabeth Pichard  | SE        | |

### Jumelages

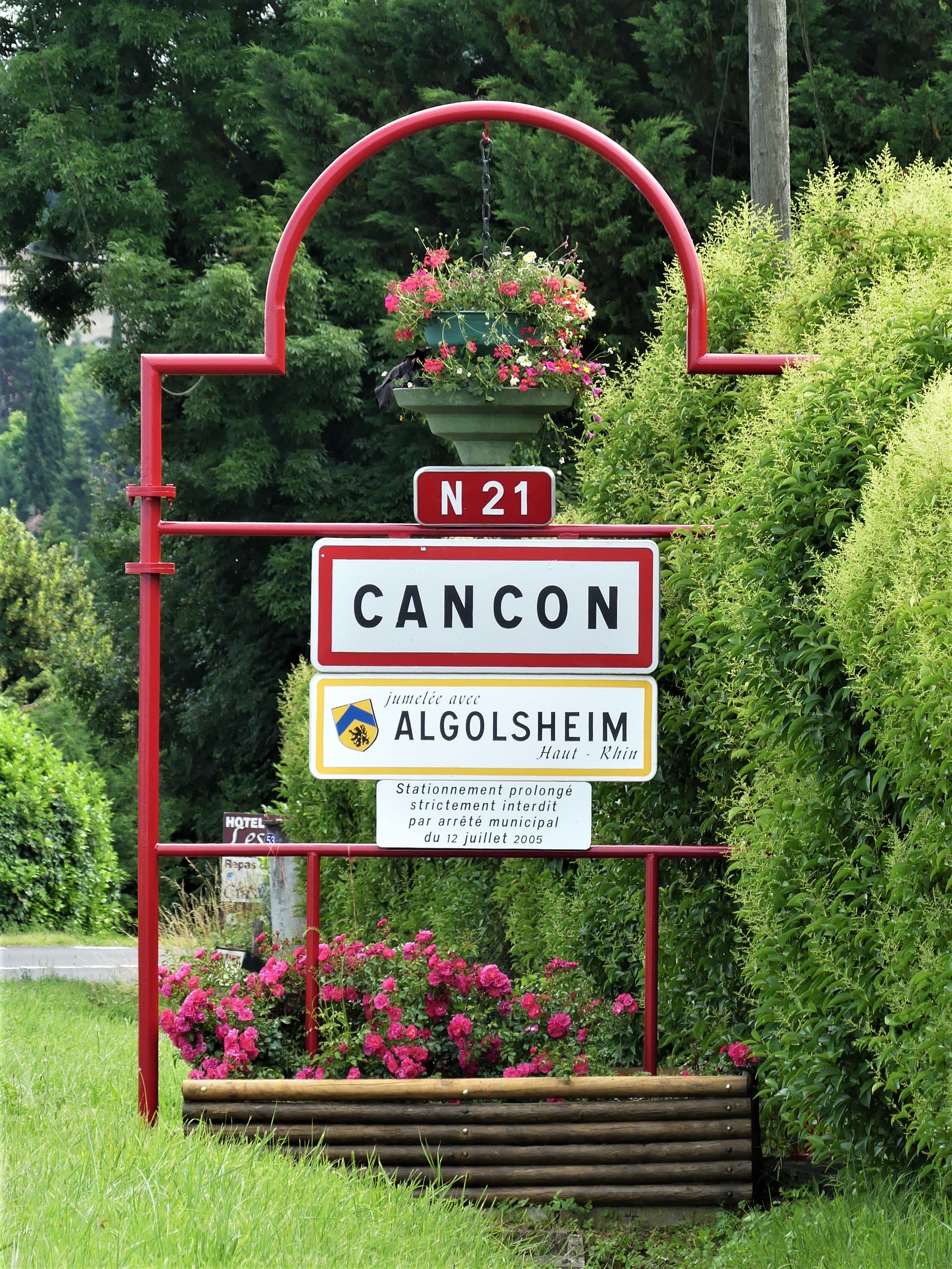
Panneau d'entrée à Cancon.

Algolsheim (Haut-Rhin) (France) depuis 2001.

## Démographie
L'évolution du nombre d'habitants est connue à travers les recensements de la population effectués dans la commune depuis 1793. Pour les communes de moins de 10 000 habitants, une enquête de recensement portant sur toute la population est réalisée tous les cinq ans, les populations de référence des années intermédiaires étant quant à elles estimées par interpolation ou extrapolation. Pour la commune, le premier recensement exhaustif entrant dans le cadre du nouveau dispositif a été réalisé en 2008.

En 2022, la commune comptait 1 366 habitants, en évolution de +1,26 % par rapport à 2016 (Lot-et-Garonne : −0,18 %, France hors Mayotte : +2,11 %).
| 1793  | 1800 | 1806  | 1821  | 1831  | 1836  | 1841  | 1846  | 1851  |
| ----- | ---- | ----- | ----- | ----- | ----- | ----- | ----- | ----- |
| 2 266 | 944  | 1 470 | 1 456 | 1 641 | 1 686 | 1 642 | 1 650 | 1 538 |

| 1856  | 1861  | 1866  | 1872  | 1876  | 1881  | 1886  | 1891  | 1896  |
| ----- | ----- | ----- | ----- | ----- | ----- | ----- | ----- | ----- |
| 1 526 | 1 539 | 1 552 | 1 504 | 1 557 | 1 544 | 1 446 | 1 341 | 1 274 |

| 1901  | 1906  | 1911  | 1921  | 1926  | 1931  | 1936  | 1946  | 1954  |
| ----- | ----- | ----- | ----- | ----- | ----- | ----- | ----- | ----- |
| 1 241 | 1 220 | 1 216 | 1 012 | 1 109 | 1 189 | 1 117 | 1 178 | 1 170 |

| 1962  | 1968  | 1975  | 1982  | 1990  | 1999  | 2006  | 2008  | 2013  |
| ----- | ----- | ----- | ----- | ----- | ----- | ----- | ----- | ----- |
| 1 227 | 1 305 | 1 602 | 1 334 | 1 324 | 1 287 | 1 283 | 1 282 | 1 329 |

| 2018  | 2022  | - | - | - | - | - | - | - |
| ----- | ----- | - | - | - | - | - | - | - |
| 1 332 | 1 366 | - | - | - | - | - | - | - |

## Économie

### Agriculture
Cancon s'enorgueillit d'être la capitale de la noisette depuis 1985, année où l’ANPN (Association Nationale des Producteurs de Noisettes) et la coopérative Unicoque se sont installées dans la commune.
À l'heure actuelle, plus de 98 % des noisettes produites en France (10 000 tonnes en 2010) transitent par Cancon.
Grâce à une importante mécanisation de la récolte, du séchage et du triage, la filière de la noisette est une occasion de développement pour la commune.

## Lieux et monuments
- Le plus ancien est sans doute le château dont il ne reste que la base d'une tour et d’autres murs débarrassés de la végétation qui y poussait au début des années 2000. Il est situé au sommet de la colline où est flanquée le village et on y a un point de vue sur les habitations et la campagne environnante.
- Une des places du village est occupée par une halle construite en métal au XIXe siècle.
- Non loin de là se trouve le monument aux morts des guerres récentes ayant affectées la population locale : la première et la Seconde guerres mondiales, ainsi que des conflits en Afrique du Nord.
- L'ancienne église Saint-Martial, place des Marronniers, a été abandonnée en 1909 comme église à la suite de craintes sur la stabilité du terrain. La première église avait été construite au XIIe siècle. Elle a été réconstruite au XVIe siècle par Jean III de Verdun, seigneur de Cancon. Elle s'est partiellement effondrée en 1931. Restaurée, elle a d'abord servi de foyer, puis d'entrepôt municipal[28].
- L'église Saint-Martial a été reconstruite et inaugurée en 1905 dans la ville basse. L'église a subi des désordres qui ont entraîné son interdiction au culte en 1966 et sa démolition en 1974. La nouvelle église est construite à partir du 12 décembre 1975 près de la mairie et consacrée en 1977 par l'évêque d'Agen[29]. Elle est inscrite à l'Inventaire général du patrimoine culturel[30].
- L'église Notre-Dame de Milhac, située sur la commune de Cancon, est une église gothique du XVe – XVIe siècle, inscrite aux monuments historiques.
- L'hospice-école de Cancon construit entre 1856 et 1856 à l'initiative de la municipalité. Il a d'abord fonctionné comme une institution religieuse sous la direction de la congrégation des sœurs de la Visitation de la Vierge de Tours. La chapelle néogothique a été construite dans le dernier quart du XIXe siècle. L'école est supprimée en 1903 et transformé en hospice privé. En 1982 il a été aménagé en maison de retraite. Les bâtiments ont été restaurés en 1997[31].

## Personnalités liées à la commune
Cancon est le lieu de naissance de l'architecte Fernand Pouillon.

## Vie locale

### Événements
En septembre 2003, Cancon accueille une réunion des altermondialistes organisée par José Bové en parallèle au sommet de l'Organisation mondiale du commerce de Cancún.
Un événement similaire a eu lieu en décembre 2010 parallèlement au sommet de l'ONU sur le changement climatique de Cancún.
Fin octobre, tous les deux ans, se déroule une fête de la Noisette dans le village. La dernière a eu lieu les 22 et 23 octobre 2011.